# Česká hungaristika
Hungaristika nebo též hungarologie (maď. hungarológia nebo magyarságtudomány, ang. Hungarian studies) je vědní oblast zabývající se maďarským jazykem a literaturou, maďarskými dějinami a maďarskou kulturou. Tato vědní oblast má na území dnešního Česka dlouhou tradici – jakožto badatelská disciplína i jakožto univerzitní obor.
Jakožto univerzitní obor se v současné době v Česku vyučuje hungaristika pouze na Filozofické fakultě Univerzity Karlovy v Praze, konkrétně jako specializace Maďarská studia studijního programu Středoevropská studia.

Jakožto badatelská disciplína se česká hungaristika často zaměřuje na česko-maďarské vztahy.

## Hungaristika na univerzitě v Praze

### 1854–1860
Jakožto předmět výuky se maďarština a hungaristika na pražské univerzitě poprvé objevily v 50. letech 19. století. Oficiální žádost o zřízení učitelské stolice (Lehrkanzel) maďarštiny zformuloval 30. 7. 1853 profesorský sbor filozofické fakulty pražské univerzity, vídeňské ministerstvo kultu a vyučování se s návrhem ztotožnilo a císař František Josef vydal své svolení 26. 11. 1853.
Na základě konkurzu, do kterého se přihlásilo 18 uchazečů, byl na tento post vybrán Mansvet Riedl, který byl 10. 8. 1854 císařem jmenován učitelem (Lehrer) maďarštiny na pražské univerzitě. Riedl následně dle své povinnosti vyučoval mluvnici maďarštiny a maďarský obchodní styl, ovšem kromě toho, zcela dobrovolně, vyučoval rovněž odborné hungaristické předměty: přednášky ze srovnávací ugrofinské a uralo-altajské jazykovědy a z maďarské literatury (dějiny maďarské poezie, maďarská mytologie).
Riedl předložil v roce 1860 žádost o změnu umístění v rámci školství, které by jeho vzdělání a schopnostem odpovídalo lépe než místo pouhého učitele (Lehrer). Když na tuto žádost reagovalo víděňské ministerstvo negativně, vyžádal si Riedl zdravotní dovolenou a odjel se léčit do Pešti, aby si tam zároveň hledal nové pracovní místo. To se mu také v roce 1861 povedlo, načež na své pražské místo univerzitního čitele se již nevrátil. Toto místo zůstalo neobsazené a po další dvě desetiletí na pražské univerzitě hungaristická výuka neprobíhala.

### 1883–1925
V roce 1882 se pražská Karlo-Ferdinandova univerzita rozdělila na německou univerzitu a na českou univerzitu. Ministerským výnosem ze dne 15. 3. 1883 byl na základě své žádosti jmenován za lektora jazyka a literatury maďarské František Brábek. Ten pak od roku 1883 do letního semestru 1925/26 vyučoval dvě lektorská cvičení týdně.

### 1925–1933
Dne 20. 4. 1925 byl za docenta dějin literatury maďarské na pražské univerzitě jmenován Pavel Bujnák.

### 1933–1939
Po smrti Pavla Bujnáka nebyl v celém Československu habilitovaný pracovník pro obor maďarské filologie. Proto profesorský sbor filozofické fakulty musel zaprvé zajistit okamžité a dočasné řešení pro pokračování výuky, zadruhé směřovat k dlouhodobému řešení. Na prozatímní výuce se podíleli Vladimír Šmilauer a František Jančovič, jako kandidát na budoucího docenta a následně profesora oboru byl vybrán Vladimír Skalička.
Vladimír Skalička získal venia docendi, tj. habilitaci, pro obor ugrofinské jazykovědy ministerským usnesením z 2. 1. 1939. Tou dobou ale již suplovaná výuka maďarské filologie neprobíhala.

### 1945–1949
Jelikož poválečný vztah československého státu k Maďarsku a maďarské menšině byl velmi komplikovaný a jelikož k opětovnému navázání diplomatických vztahů mezi Československem a Maďarskem došlo až v roce 1947, byl lektorát maďarštiny znovu ustaven teprve počínaje letním semestrem 1947/48.

### 1950–1989
V letech 1948–1950 proběhla v Československu vysokoškolská reforma. Reformovaný obor maďarština byl otevřen poprvé ve studijním roce 1950/51. Jeho zorganizování je spojeno s Vladimírem Skaličkou, ale výuku v té době zajišťovali zejména Josef Blaskovics (maďarská jazykověda) a Petr Rákos (maďarská literatura). V roce 1952 Začal na oboru působit Julius Bredár, který postupně převzal veškerou jazykovědnou výuku od J. Blaskovicse. Petr Rákos se z externího spolupracovníka stal v tomto roce interní zaměstnanec oboru.Ti dva pak byli jedinými pedagogy oboru až do 80. let. Od počátku 70. let pak vedle nich působil na oboru také lektor vysílaný s z Maďarska. Tím v tomto období byli: Rózsa Varga Pölöskeiné (1973/74–1976/77), Veronika Heé (1977/78–1978/79), Gábor Rudnai (1979/80–1981/82), György Magyar (1982/83–1983/84), József Juhász (1984/85–1990/91).

### Od 1990
Od roku 1990 se na výuce oboru začal podílet také Evžen Gál. Od února 1996 začala na oboru vyučovat Simona Kolmanová. 

### Absolventi
- Tünde Bartha
- Evžen Gál
- Dana Gálová
- Eva Irmanová
- Miloslava Knappová
- Richard Pražák
- Angelika Schreierová
- Anna Valentová

## Hungaristika na univerzitě v Brně

### 1919–1939
V tomto prvním období existence brněnské univerzity na ní hungaristika zastoupena nebyla, ačkoliv pokusy o její zavedení byly.

### 1945–1995
Z iniciativy Josefa Macůrka byla hungaristická výuka zavedena se začátkem roku 1949/50. Zajišťovat ji nejprve měl Ján Bakoš. V roce 1957/58 vypsal lektorský kurz maďarštiny poprvé Richard Pražák, který následně vedl tyto kurzy po dalších několik desetiletí.
Jako diplomový předmět byla maďarština na brněnské filozofické fakultě otevřena celkem čtyřikrát: 1975/76, 1987/88, 1991/92, 1993/94. Ovšem naposledy byla výuka realizována v roce 1994/95, následně byl obor zrušen.

### Od 1995
Od této doby je hungaristická výuka zastoupena převážně pouze praktickými jazykovými kurzy maďarštiny.

## Česká hungaristika jako badatelský obor
Hungaristika jako vědecká disciplína v čekých zemích byla založena v díle Josefa Dobrovského. 

## Čeští hungaristé
- František Brábek
- Josef Dobrovský
- Evžen Gál
- Simona Kolmanová
- Richard Pražák
- Petr Rákos
- Mansvet Riedl
- Vladimír Skalička